# Abhinandananatha

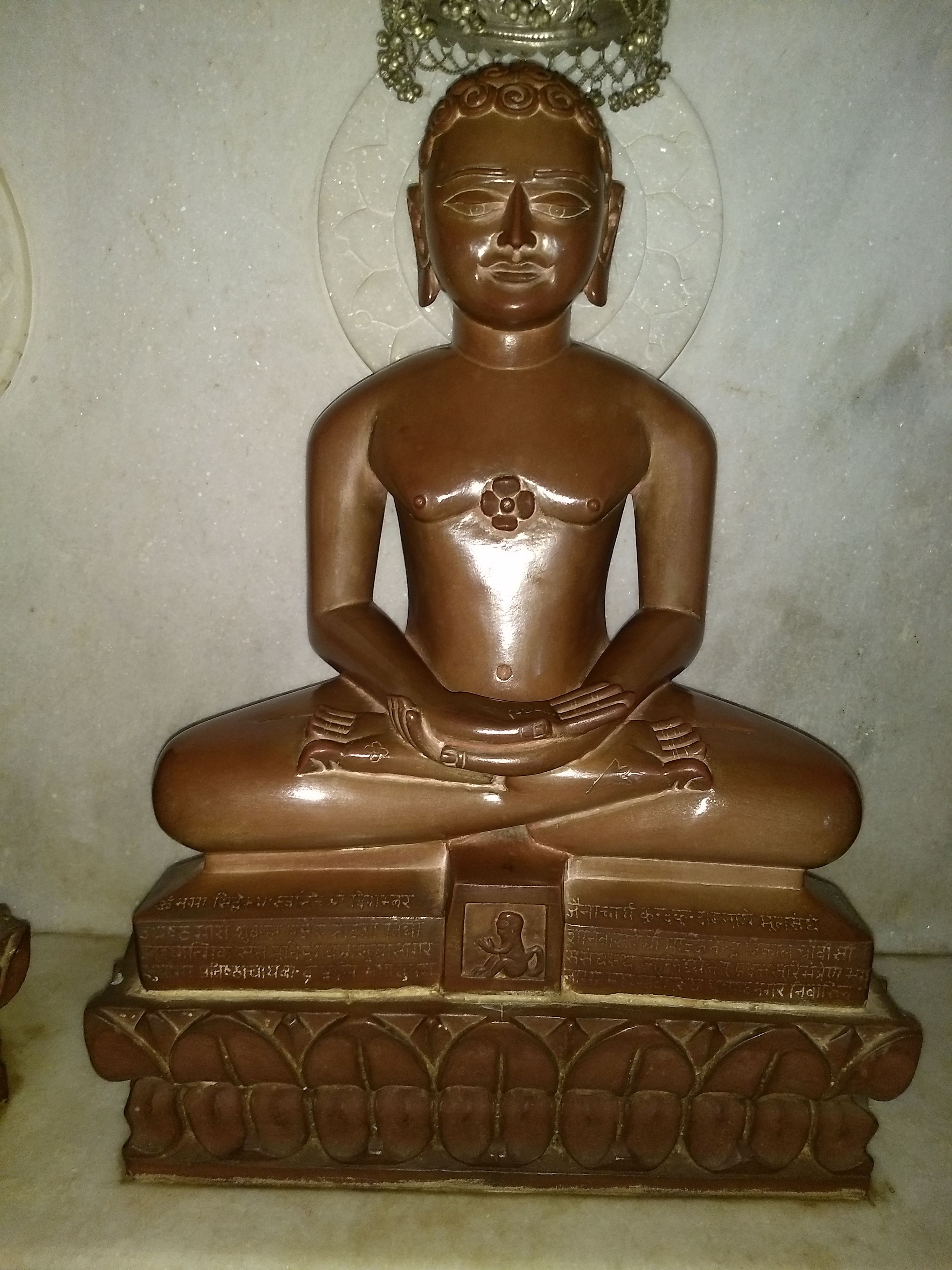
Estatua de Abhinandananatha

Abhinandananatha o Abhinandana Swami fue el cuarto Tirthankara de la era actual (Avasarpini). Se dice que vivió durante 50 lakh purva. Nació del rey Sanvara y la reina Siddhartha en Ayodhya en el clan Ikshvaku. Su fecha de nacimiento fue el segundo día del mes Magh shukla del calendario indio. Según las creencias jainistas, se convirtió en un siddha, un alma liberada que ha destruido todo su karma.